# Willi Münzenberg
Wilhelm «Willi» Münzenberg (Erfurt, 14 d'agost de 1889 - Saint-Marcellin, 22 de juny o 21 d'octubre de 1940) va ser un editor i militant comunista, internacionalista i antifeixista alemany, primer president de la Internacional Juvenil Comunista (1919-1920) i promotor de la Internationale Arbeiterhilfe el 1921. Va ser un destacat propagandista del Partit Comunista d'Alemanya (KPD) durant la República de Weimar. Tot i que després fou crític amb el comunisme soviètic a partir de la Gran Purga de Ióssif Stalin de la dècada de 1930, seguiria donant suport a organitzacions comunistes de l'Europa Occidental.
En els anys 1920 i 1930 del segle xx, Münzenberg va construir una xarxa de revistes, periòdics i empreses cinematogràfiques que féu entrar en pànic els interessos del gran capital i va esdevenir la major operació mediàtica de l'esquerra de la història.

## Biografia

### Primers anys
Willi Münzenberg va néixer el 14 d'agost de 1889 a Erfurt, Turíngia, fill d'un taverner. Va créixer en la pobresa. En la seva joventut es va vincular a la lluita sindical i al Partit Socialdemòcrata d'Alemanya (SPD). Després de la divisió de l'SPD el 1914 en una majoria moderada i una la minoria radical (Partit Socialdemòcrata Independent d'Alemanya) a causa de la qüestió de la Primera Guerra Mundial, Münzenberg es va posar del costat de la facció independent.
Durant la Primera Guerra Mundial, Münzenberg va reunir-se sovint amb Lenin a la seva casa de Zúric. El 1918, Münzenberg va ser un dels membres fundadors del Partit Comunista d'Alemanya. Münzenberg també va ser president de la Internacional Juvenil Comunista, essent-ne el delegat al 2n Congrés Mundial de la Tercera Internacional.

### Carrera política
El 1924, Münzenberg va ser elegit per al Reichstag, i va ser-hi diputat fins a la prohibició del Partit Comunista d'Alemanya el 1933. Münzenberg va ser un dels pocs líders del KPD d'extracció obrera, un fet que suposava un immens orgull per a Münzenberg.
Durant el període de la República de Weimar, Münzenberg es va guanyar la reputació d'orador brillant. El seu primer èxit va ser la campanya per a recaptar diners i aliments per a la crisi alimentària de la regió del Volga de 1921. El 1924, va presentar Arbeiter-Illustrierte-Zeitung, que es va convertir en el periòdic socialista il·lustrat més llegit d'Alemanya. A més, Münzenberg va treballar amb el Komintern per a fer avançar la causa comunista internacionalment.
Münzenberg va fundar diverses organitzacions com la Liga gegen Imperialismus, la Internationale Arbeiterhilfe i Socors Roig Internacional per a divulgar la ideologia comunista. Va instruir al seu assistent i agent del Komintern, Otto Katz, per a viatjar als Estats Units d'Amèrica i guanyar el suport de diverses causes prosoviètiques i antinazis (Katz més tard fundaria la Hollywood Anti-Nazi League amb Dorothy Parker).
Després de dirigir la comissió del Komintern del cas Sacco i Vanzetti el 1925, Münzenberg es va convertir en cap de la Liga gegen Imperialismus, creada a Brussel·les el 1927. El seu major èxit va ser el contrajudici que va organitzar a Londres en el qual culpava als nazis de l'incendi del Reichstag. Durant el contrajudici, es van aportar la majoria de les proves que van demostrar que grups nazis havien incendiat el Reichstag. El 1933, el «Grup Münzenberg» va publicar un reeixit llibre, Braunbuch über Reichstagsbrand und Hitlerterror.
Münzenberg va viure intermitentment a París des de 1933 a 1940. S'ha suggerit que, en aquests anys d'exili, va poder encarregar-se de reclutar Kim Philby per a treballar per a la Unió Soviètica, encara que no hi ha proves evidents d'aquest fet, L'argument per a aquesta teoria és que Philby va ser reclutat a través d'una de les organitzacions del «Grup Münzenberg», el Comité mondial pour les victimes du fascisme allemand, amb seu a París.
Després de la Revolució d'Astúries de 1934 i el seu esclafament per part de les forces militars governamentals, es va ocupar de la propaganda a Anglaterra per aconseguir l'alliberament dels condemnats per haver participat en la revolta, aconseguint el suport de diversos periòdics i polítics.

### Últims anys i mort

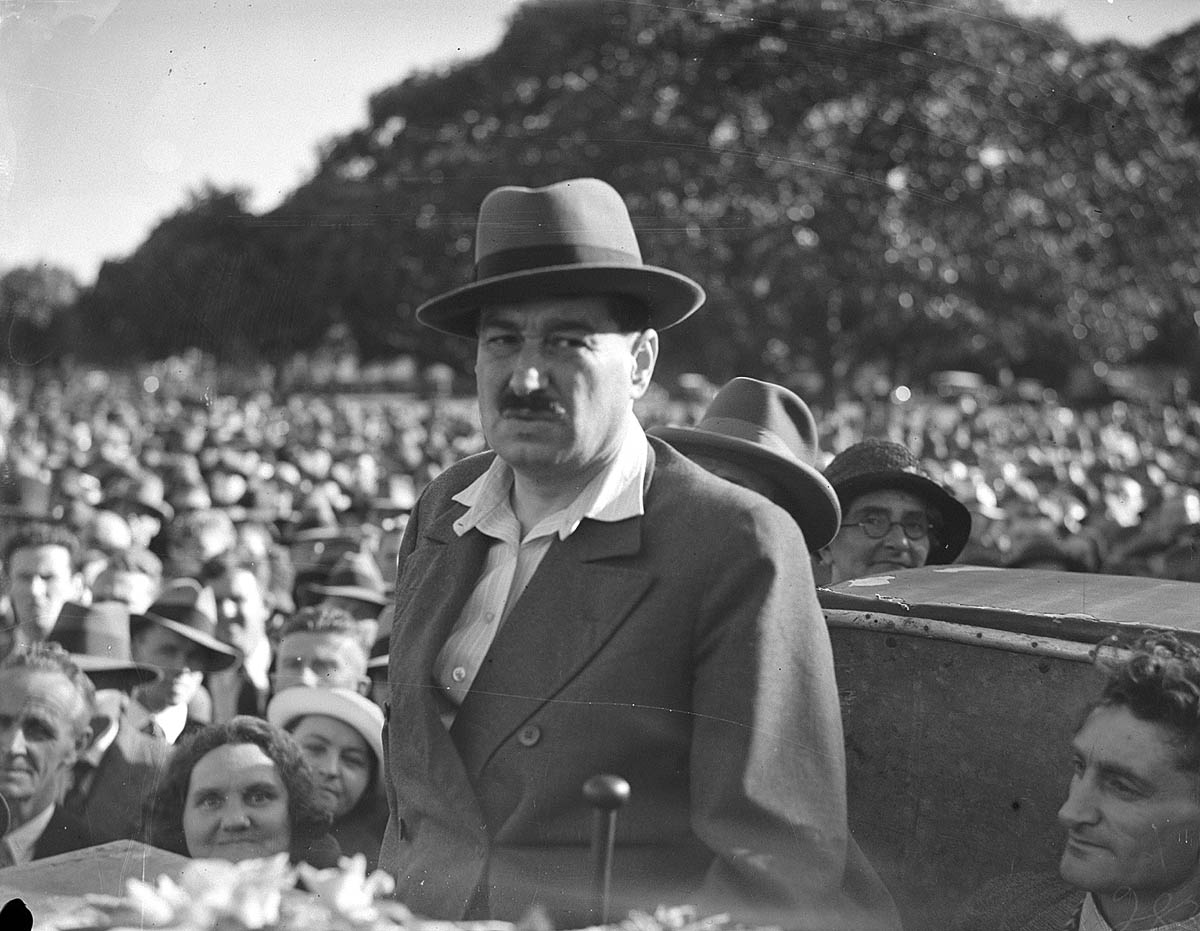
Münzenberg va enviar l'escriptor txec Egon Erwin Kisch a Austràlia on es va dirigir a un multitud de 18.000 persones a The Domain, Sydney, per a explicar de primera mà la seva experiència dels perills del Tercer Reich.

Fins al 1936, Münzenberg va romandre lleial als propòsits de la política exterior soviètica. Fins que va ser testimoni de l'ús de presoners polítics en la construcció del Canal de Moscou, durant la qual unes 22.000 persones van morir, i també del canvi de rumb del KPD al servei de la política exterior soviètica. Urgit a tornar a Moscou per l'exiliat company del KPD Walter Ulbricht, Münzenberg es va negar a acudir-hi, ja que sospitava que se'l cridava per a ser implicat i liquidat. Ulbricht també ho sabia, i serviria a Stalin per a eliminar els alemanys «deslleials» que lluitaven en el bàndol republicà en la Guerra civil espanyola. Münzenberg va continuar treballant en favor de les causes antifeixistes a tota l'Europa Occidental, on va col·laborar en l'organització del reclutament i adquisició d'armes soviètiques per a les Brigades Internacionals per a lluitar al costat republicà.
No obstant això, el 1937 la seva sentència de mort estava signada. Havent estat expulsat del KPD per falsos càrrecs, Münzenberg fes va posicionar en oposició oberta a Stalin. De retorn a París, es va convertir en el líder destacat dels emigrats alemanys antifeixistes i antiestalinistes. El seu nou periòdic, Die Zukunft, va ser l'antecessor intel·lectual d'Encounter i d'altres publicacions de la Guerra Freda.
Els seus col·laboradors més propers, com Karl Ràdek, Heinz Neumann i altres comunistes alemanys, havien estat assassinats o eren presoners en camps de treball soviètics. La seva cunyada, l'escriptora Margarete Buber-Neumann, havia estat empresonada a Kharagandí. L'NKVD, finalment, la va lliurar als sequaços d'Adolf Hitler el 1940, que van deportar-la al camp de concentració de Ravensbrück fins que va ser alliberada per les tropes angloamericanes.
El juny de 1940, Münzenberg va escapar de París, fugint de l'avenç de les tropes nazis. Al sud de França, va ser empresonat pel govern d'Édouard Daladier al camp de concentració per a estrangers de Chambaran, al sud-est de Lió. Va ser allà on va conèixer un presoner comunista amb qui va establir amistat i que li va proposar d'escapar aprofitant el caos dels dies de l'armistici del 22 de juny de 1940. Algunes fonts creuen que era un agent de l'NKVD a les ordres de Lavrenti Béria. Münzenberg s'hi va avindre i va desaparèixer els primers dies de reclusió. No se'l va tornar a veure amb vida.
El 21 d'octubre de 1940, al bosc del Caugnet, a prop del poble de Montanha, uns caçadors van trobar el cadàver parcialment descompost de Münzenberg als peus d'un roure, amb un tros de corda encara al voltant del coll, a unes dues-centes iardes del camp. El veredicte oficial del govern de Vichy va ser que s'havia suïcidat. No obstant això, diversos testimonis informarien després que Münzenberg mantenia l'esperit alegre durant els seus dies al camp previs a la fuga, per la qual cosa diversos estudiosos han argumentat que probablement fos assassinat per ordre de Stalin, encara que no existeix cap prova definitiva que recolzi aquest tesi.